# Grafmonument van Sophie de Vries
Het grafmonument van Sophie de Vries op begraafplaats Zorgvlied in de Nederlandse stad Amsterdam is een rijksmonument.

## Achtergrond
Sophie de Vries (1839-1892) was een Nederlandse actrice. Ze was aanvankelijk modiste, maar kwam door haar huwelijk met Willem van Waalderop in aanraking met het toneel. Ze had later een relatie met Louis Moor. Ze debuteerde in 1860 in de Koninklijke Schouwburg in het stuk Aballino de grote bandiet. Van 1879 tot kort voor haar overlijden speelde ze bij de Koninklijke Vereeniging Het Nederlandsch Tooneel.

## Beschrijving
Het grafmonument bestaat uit een hoge sokkel, waar een gedrongen obelisk met inscriptie is geplaatst. Het geheel wordt bekroond door een marmeren buste, naar een ontwerp van de beeldhouwer Henri Teixeira de Mattos. Een tweede exemplaar van de buste kreeg een plaats in de Stadsschouwburg Amsterdam.

## Waardering
Het grafmonument (grafnr. N-II-8) werd in 2008 in het Monumentenregister opgenomen vanwege het "algemeen belang wegens cultuur- en funerair-historische waarde".